# HMAS Arunta (I30)
«Арунта» (I30) (англ. HMAS Arunta (I30) — військовий корабель, ескадрений міноносець типу «Трайбл» Королівського військово-морського флоту Австралії за часів Другої світової та Корейської війн.
Есмінець брав участь у бойових діях на морі в другій половині світової війни, переважно бився в Тихому та Індійському океанах, поблизу берегів Австралії, Нової Гвінеї, Голландської Ост-Індії, Філіппін, Китаю, супроводжував конвої. 29 серпня 1942 року близько берегів Нової Гвінеї потопив японський підводний човен Ro-33.
За проявлену мужність та стійкість у боях бойовий корабель заохочений п'ятьма бойовими відзнаками.

## Історія створення
Ескадрений міноносець «Арунта» був замовлений 24 січня 1939 року напередодні Другої світової війни. Закладка корабля відбулася 15 листопада 1939 року на верфі компанії Cockatoo Dockyard у Сіднеї. 30 листопада 1940 року він був спущений на воду, а 30 квітня 1942 року увійшов до складу Королівських ВМС Австралії.

## Історія служби

### 1942
Влітку 1942 року «Арунта» завершив курс бойової підготовки і відразу ж включився в бойові дії проти японців. Наприкінці серпня він разом зі шлюпом «Суон» доставив підкріплення з Порт-Морсбі в затоку Мілн, де йшли запеклі бої. Незабаром есмінець здобув свою першу перемогу. Вранці 29 серпня японський підводний човен Ro-33 торпедував невеликий пароплав «Мамуту». Висланий на пошуки «Арунта» виявив човен у 10 милях на південний захід від Порт-Морсбі і потопив його глибинними бомбами.
Надалі він діяв у південно-західній частині Тихого океану в складі американського 7-го флоту, який забезпечував підтримку військам генерала Д. Макартура, і займалися супроводом транспортних конвоїв, перекиданням армійських підрозділів і наданням вогневої підтримки. Наприклад, 22-23 жовтня «Арунта» і «Стюарт» висадили піхотний батальйон на острів Гуденаф, залишений японцями.

### 1943
9-10 січня 1943 року «Арунта» евакуював з острова Тимор до Порт-Дарвіна 282 солдатів і 31 мирного жителя.
У березні 1943 року «Арунта» і щойно введений до строю «Варрамунга» увійшли до складу 74-го оперативного з'єднання, яким командував австралійський контрадмірал Кратчлі. На той час у війні на Тихому океані вже настав перелом, і основним завданням військово-морських сил союзників стало проведення десантних операцій. Австралійські кораблі здійснювали прикриття і надавали вогневу підтримку в ході численних десантів.

### 1944
У липні 1944 року з'єднання займалося обстрілом японських позицій під Айтапе. 15 вересня «Арунта», «Варрамунга» разом з крейсерами «Австралія» і «Шропшир» підтримували висадку десанту на острів Моротай — останній пункт перед вторгненням на Філіппіни.
17 жовтня обидва есмінці увійшли в затоку Лейте у складі сил прикриття (оперативна група TG.77.3), а в день висадки — 20 жовтня — здійснювали вогневу підтримку північної групи десанту.
24-25 жовтня під час знаменитого нічного бою в протоці Сурігао «Арунта» діяв спільно з американськими есмінцями «Кіллен» і «Біл», будучи флагманом дивізіону. Есмінці розташовувалися в центральній частині протоки, але їх атака («Арунта» випустив торпеди по японському ескадреному міноносцю «Сігуре») виявилася безрезультатною.
15-24 грудня «Арунта» разом з «сістершипами» діяв у складі TG.77.3, які прикривали висадку десанту на острів Міндоро.
2-8 січня 1945 року у складі TG.77.2 брали участь у десантній операції в затоці Лінґайєн, з якої почалося звільнення Лусона. Там 6 січня «Арунта» був пошкоджений винищувачем-бомбардувальником А6М «Зеро». Скинута їм 100-кг бомба влучила прямо в ходовий місток. Командир корабля командер Б'юкенен вибуховою хвилею був викинутий за борт, але відбувся невеликими травмами. Усунення пошкоджень на місці зайняло п'ять годин, пізніше есмінець пішов на ремонт до Сіднея і не брав участі в бойових діях до середини травня.
Після завершення ремонту корабель повернувся до лав флоту та 10-11 травня забезпечував вогневу підтримку 6-ій дивізії, яка висадилася у Веваку. 10 червня есмінець підтримував артилерійським вогнем 9-ту дивізію, що висаджувалася у бухті Бруней. Згодом він залучався до прикриття наземних військ на Лутоні та Балікпапані. Пізніше «Арунта» повернувся до Сіднея, де встав на плановий ремонт на верфі Cockatoo Island; під час відновлення есмінця, завершилася Друга світова війна.
У жовтні 1945 року, після завершення ремонту, «Арунта» увійшов до Британського тихоокеанського флоту, що виконував окупаційні функції в Японії. Надалі проходив службу на Тихому океані. 1949 році пройшов черговий етап модернізації, частина його озброєння була замінена на більш сучасну.
11 листопада 1952 року його перекваліфікували на ескадрений міноносець протичовнової оборони. В цей час багато австралійських військових, зокрема Королівських ВМС, брали участь у подіях на Корейському півострові. Однак, «Арунта» прибув туди лише у січні 1954 року, коли фаза активних дій була вже завершена. До Австралії корабель повернувся тільки в серпні 1954 року, в подальшому продовжував службу в лавах австралійського флоту в акваторії Тихого океану.
21 грудня 1956 року ескадрений міноносець «Арунта» вивели до резерву ВМС Австралії. За час своєї кар'єри корабель пройшов 357 273 морських милі (661 670 км). До 1 листопада 1968 року він перебував у резервному складі, після чого був проданий на брухт.